# Fing (informatique)
 (janvier 2013).
Si vous disposez d'ouvrages ou d'articles de référence ou si vous connaissez des sites web de qualité traitant du thème abordé ici, merci de compléter l'article en donnant les références utiles à sa vérifiabilité et en les liant à la section « Notes et références ».
Fing est un logiciel d'analyse réseau sous licence freeware. Il est basé sur le logiciel Look@LAN.
Il permet de :
- Découvrir des réseaux et des services
- Collecter les adresses IP et MAC des machines
- Générer des rapports sur mesure en temps réel

Il tire parti d'un nouveau moteur réseau Multiplate-forme pour gagner en précision et en vitesse d'exécution.
Fing est un outil en ligne de commande mais une interface graphique Web 2.0 sera bientôt disponible.
Les systèmes d'exploitation supportés sont iOS, Android, macOS, et Windows (Vista inclus).